# مارتین سیمور-اسمیت
مارتین سیمور-اسمیت (انگلیسی: Martin Seymour-Smith; ۲۴ آوریل ۱۹۲۸ – ۱ ژوئیهٔ ۱۹۹۸) شاعر، منتقد ادبی و اخترشناس اهل بریتانیا بود.